# Marszczyca jabłek
Marszczyca jabłek (ang. apple dimple fruit apscaviroid) – choroba jabłek wywołana przez wiroida marszczycy jabłek (Apple fruit crinkle viroid, AFCVd).
Po raz pierwszy wiroida AFCVd zidentyfikowano we Włoszech w 1996 r. Później wywołaną przez niego chorobę jabłek opisano także w innych krajach Europy. Prawdopodobnie rozprzestrzenia się poprzez wymianę handlową, jak dotąd bowiem nie zidentyfikowano żadnego przenoszącego go wektora.
Objawy: na jabłkach powstają zagłębione, żółto-zielone plamki o średnicy 3–4 mm. Czasami są one skupione wokół kielicha i zlewają się z sobą. Objawy te zaobserwowano na jabłkach odmian 'Starking Delicious', ‘Annurca’, ‘Starkrimson’, 'Royal Gala', 'Pink Lady' i ‘Braeburn’. Na owocach tej ostatniej odmiany występowała również bliznowatość skórki. Na zakażonych AFCVd jabłkach odmian ‘Starking Delicious’ i ‘Golden Delicious’ występują także rozległe obszary nekrotyczne w miąższu pod zagłębieniami skórnymi i rdzawą skórką. Na porażonych wiroidem jabłkach 'Golden', 'Golden Delicious', ‘Smoothee’, 'Granny Smith', ‘Baujade’ i 'Reinette Grise du Canada’ brak było objawów choroby. Na innych częściach jabłoni brak objawów.
Typowe objawy choroby występują po 2–3 latach od infekcji wiroidem. Na nowe obszary wiroid wprowadzany jest wraz z zainfekowanymi sadzonkami, zrazami czy podkładkami. Jedyną skuteczną metoda obrony jest używanie tylko materiału rozmnożeniowego wolnego od wiroida oraz dezynfekcja narzędzi używanych do przycinania drzew.